# Plaskosz (wzniesienie)
Plaskosz – kemy o maks. wysokości 84,7 m n.p.m. na Równinie Gryfickiej, położone w woj. zachodniopomorskim, w powiecie białogardzkim, na obszarze gminy Białogard.
Plaskosz została określona pod względem genetycznym jako kemy utworzone w szczelinach lodu martwego, zbudowane przede wszystkim z piasków drobnych i mułków.
Ok. 0,7 km na północny zachód od wierzchołka Plaskoszy leży wieś Czarnowęsy.
Obszar Plaskoszy i wzniesienia Świerkowiec rozdziela dolina rzeki Mogilicy.
Nazwę Plaskosz wprowadzono urzędowo w 1950 roku, zastępując poprzednią niemiecką nazwę Höflings-Höhe.